# Bahnhof Akechi (Ena)
Der Bahnhof Akechi (jap. 明智駅, Akechi-eki) ist ein Bahnhof auf der japanischen Insel Honshū. Er wird von der Bahngesellschaft Akechi Tetsudō betrieben und befindet sich in der Präfektur Gifu auf dem Gebiet der Stadt Ena.

## Verbindungen
Akechi ist die südliche Endstation der Akechi-Linie der Bahngesellschaft Akechi Tetsudō. Täglich fahren zwölf Nahverkehrszüge im Einmannbetrieb und mit Halt an allen Zwischenbahnhöfen zum Bahnhof Ena; dort besteht Anschluss an die Chūō-Hauptlinie in Richtung Nagoya. Zusätzlich verkehrt täglich über die Mittagszeit (ausgenommen montags) der Expresszug Taishō Roman Gō (大正ロマン号). Die Bushaltestelle auf dem Bahnhofsvorplatz wird von einer Linie der Gesellschaft Tōnō Tetsudō und vom Stadtbus Ena bedient.

## Anlage
Der Bahnhof steht im nordwestlichen Teil des Ortes Akechi, der einst eine eigenständige Gemeinde war und heute zur Stadt Ena gehört. In unmittelbarer Nachbarschaft befinden sich Wohnviertel und ein Supermarkt. Wenige hundert Meter östlich erstreckt sich das Freilichtmuseum Nihon Taishō Mura, dessen Gebäude an die Taishō-Zeit im frühen 20. Jahrhundert erinnern. Die Anlage ist von Norden nach Süden ausgerichtet und umfasst drei Gleise, von denen eines dem Personenverkehr dient. Dieses liegt am Hausbahnsteig unmittelbar neben dem Empfangsgebäude an der Ostseite. Akechi ist zwar ein Endbahnhof, ist aber als Durchgangsbahnhof konzipiert. Die Gleise führen knapp hundert Meter weiter und enden stumpf im Depot, worin Züge während der Nacht abgestellt werden.
Im Fiskaljahr 2019 nutzten durchschnittlich 326 Fahrgäste täglich den Bahnhof.

## Bilder

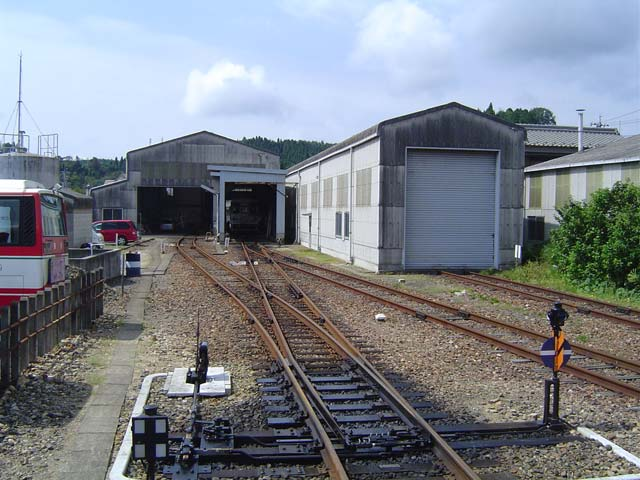
Depot am Streckenende
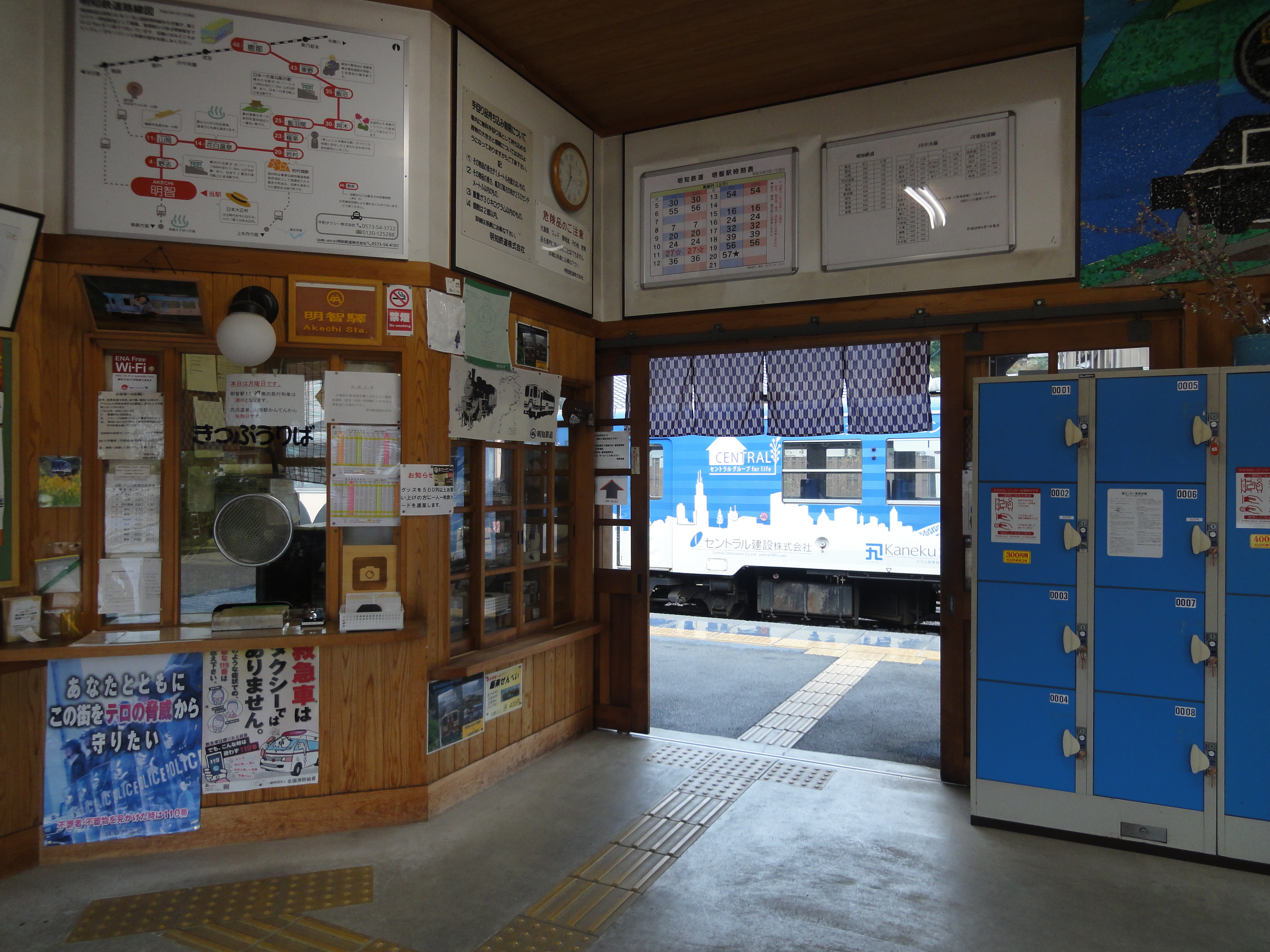
Verkaufsschalter
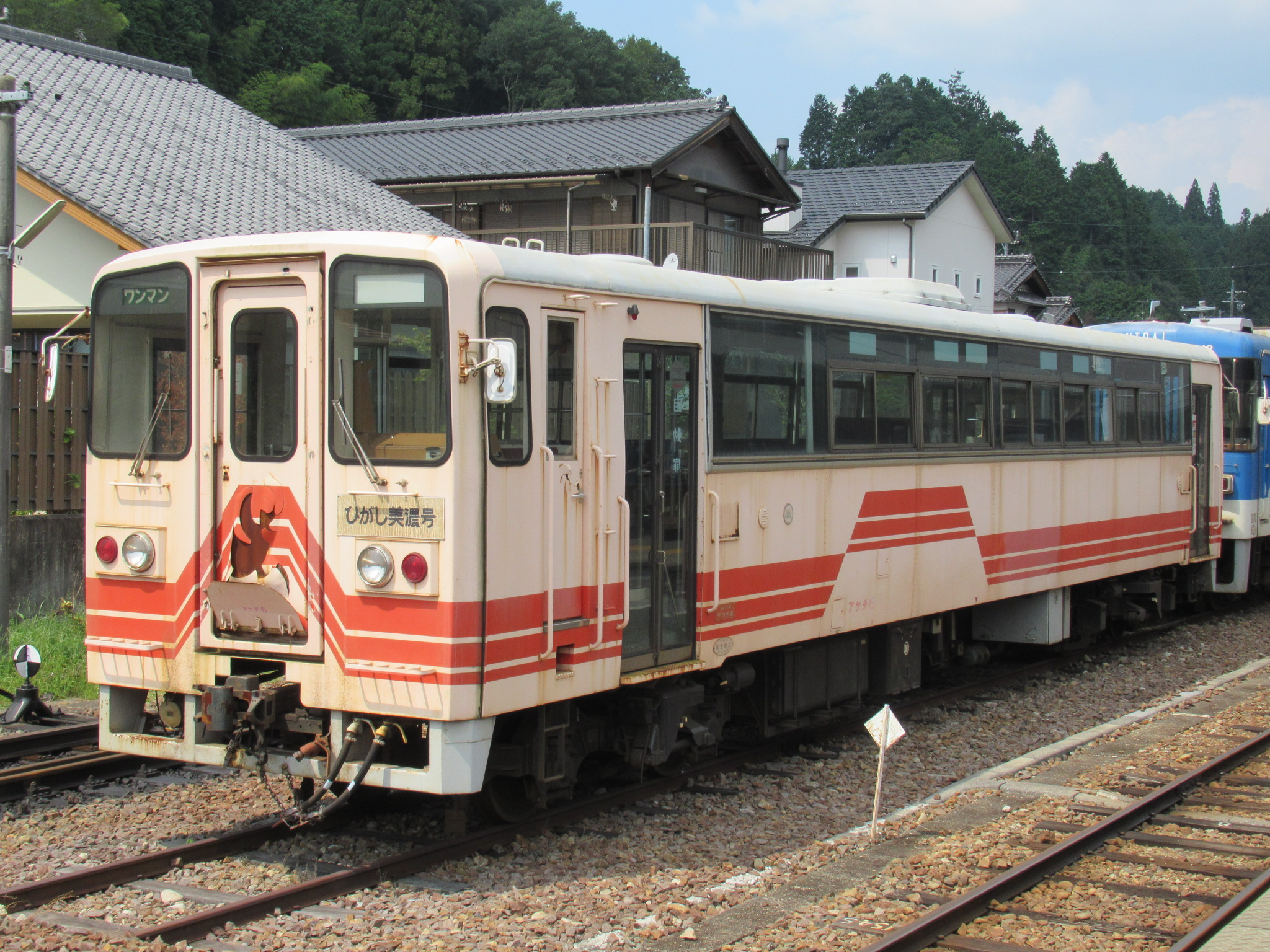
Dieseltriebwagen im Bahnhof
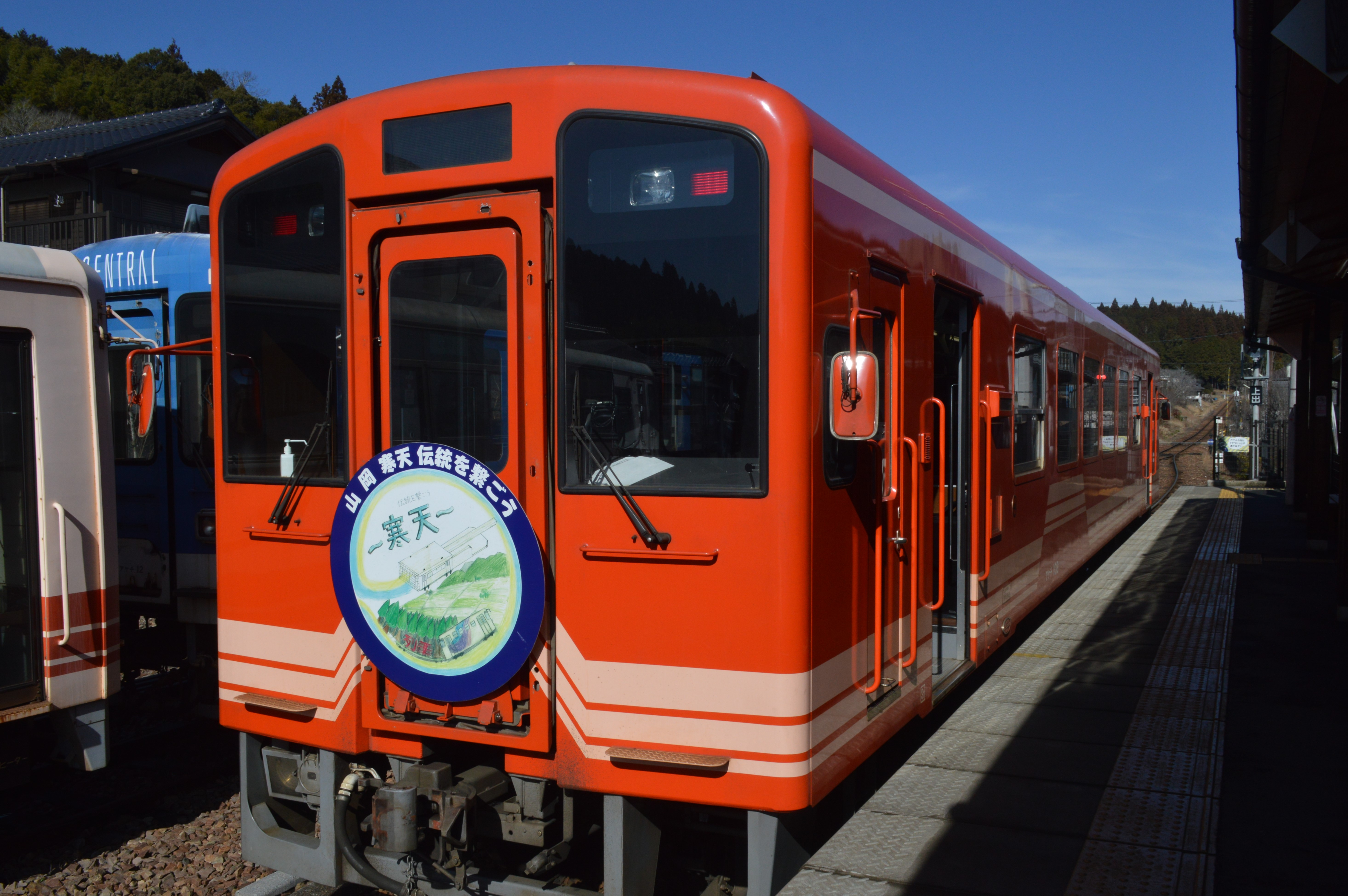
Dieselzug der Serie Akechi 100 (Januar 2021)

## Geschichte
Das Eisenbahnministerium eröffnete den Bahnhof am 24. Juni 1934, zusammen mit dem von Iwamura bis hierhin führenden Abschnitt der Akechi-Linie. 1949 ging der Betrieb an die Japanische Staatsbahn über. Diese stellte am 1. Februar 1981 aus Rationalisierungsgründen den Güterumschlag ein, exakt drei Jahre später auch die Gepäckaufgabe. Ursprünglich plante die Staatsbahn auch die Stilllegung der Strecke, übertrug sie aber am 16. November 1985 an die neu gegründete Bahngesellschaft Akechi Tetsudō. Damit verbunden war auch eine Änderung der bisherigen Namensschreibweise 明知 zu 明智, um sie jener des Ortsnamens anzugleichen.